# Volrath Levin von Grambow
Volrath Levin von Grambow (1689 på Gut Wildkuhl, Mecklenburg-Schwerin – 19. juni 1761 i Helsingør) var en tysk godsejer og dansk officer, bror til Hans Heinrich von Grambow og far til Diderik Otto von Grambow.
Han var af gammel adelsslægt, søn af Hans Ernst og Elisabeth von Grambow og blev født på godset Wildkuhl i Mecklenburg. I 1726-27 lod han en ny hovedbygning opføre, men i 1733 lod han godset pantsætte til den dobertinske køkkenmester von Knuthen (Knuth). Siden da tilhørte godset slægten Knuth og senere slægten Flotow.
Grambow gjorde karriere i Hæren i Danmark, hvor han sluttede sit virke med rang af generalløjtnant.
Han blev gift med Barbara Sophie von der Lühe (1711 – 3. januar 1766), datter af Didrich Otto von der Lühe til Dambech og Charlotte Amalie du Puits (født 1683 i Mecklenburg).